# Atacama (região)
| III Región de Atacama                                      |                                               |
|                                                            |                                               |
| Brasão                                                     | Bandeira                                      |
| Localização no Chile                                       |                                               |
| Localização da Atacama (região)                            |                                               |
| Dados                                                      |                                               |
| Capital • População • Coordenadas                          | Copiapó 125.983 (2002) 27°22′00″S, 70°19′56″O |
| Intendente • Províncias                                    | Viviana Ireland Chañaral Copiapó Huasco       |
| Superfície • Total • % nacional • % agua Fronteiras Costas | 4º posição 75.176,2 km² n/d                   |
| População • Total • Densidade                              | 12º posição 272.402 (est. 2006) 3,62 hab./km² |
| PIB (PPC) • Total • PIB per capita                         | US$ 3.138 milhões (1,85%) US$ 11.519          |
| Congressistas • Senado • Câmara dos Dep.                   | 2 senadores 4 deputados                       |
| Códigos telefônicos                                        | +56-51, +56-52                                |
| Código ISO                                                 | CL-AT                                         |
| Governo Regional de Atacama                                |                                               |

Atacama é uma das 16 regiões do Chile. Sua capital é a cidade de Copiapó.
A Região de Atacama é banhada a oeste pelo Oceano Pacífico e faz divisa a leste com a  Argentina, ao norte com a região de Antofagasta e ao sul com a região de Coquimbo.

## Divisão político-administrativa da Região de Atacama
A Região de Atacama, para efeitos de governo e administração interior, se divide em 3 províncias:
| Província | Área em km² | População | Capital  |
| --------- | ----------- | --------- | -------- |
| Chañaral  | 24.436,2    | 32.132    | Chañaral |
| Copiapó   | 32.538,5    | 155.713   | Copiapó  |
| Huasco    | 18.201,5    | 66.491    | Vallenar |

Para fins de administração local, as províncias estão divididas em 9 comunas.
|           |          |                    |
| Província | Capital  | Comuna             |
| Chañaral  | Chañaral | 1 Chañaral         |
|           |          | 2 Diego de Almagro |
| Copiapó   | Copiapó  | 3 Caldera          |
|           |          | 4 Copiapó          |
|           |          | 5 Tierra Amarilla  |
| Huasco    | Vallenar | 6 Alto del Carmen  |
|           |          | 7 Freirina         |
|           |          | 8 Huasco           |
|           |          | 9 Vallenar         |